# الخشعة (الرضمة)

تعديل مصدري - تعديل

الخشعة محلة تابعة لقرية ذى عبادة، التابعة لعزلة عجيب بمديرية الرضمة إحدى مديريات محافظة إب في الجمهورية اليمنية.، بلغ تعداد سكانها 43 حسب تعداد اليمن لعام 2004.